# 排出権取引
排出権取引（はいしゅつけんとりひき、英語：Emissions trading）とは、各国家や各企業ごとに温室効果ガスの排出枠（キャップ）を定め、排出枠が余った国や企業と、排出枠を超えて排出してしまった国や企業との間で取引（トレード）する制度である。排出量取引ともいう。京都議定書の第17条に規定されており、温室効果ガスの削減を補完する京都メカニズム（柔軟性措置）の1つ。京都メカニズムの後継枠組みであるパリ協定第6条においても相当調整を含めた排出権取引のルールが定められている。
排出取引の方式は主に2種類ある。キャップアンドトレード (Cap & Trade) と、ベースラインアンドクレジット (Baseline & Credit) であるが、多くの排出取引で前者が用いられている。

## 経緯

### 硫黄酸化物から温室効果ガスへ
1990年代前半から、アメリカ合衆国で硫黄酸化物の排出証取引が行われた（国内排出証取引制度）。大気汚染や酸性雨の原因となる硫黄酸化物 (SOx) に排出枠を定めたうえで、排出枠を下回った者がその削減分に付加価値をつけて排出枠を上回った者と取引するもので、硫黄酸化物の排出量の削減に大きく貢献したと見られている。
アメリカはこうした経験を踏まえ、京都議定書の策定交渉時においても排出取引制度の導入を強く求めた経緯がある。同国はその後に京都議定書から離脱したが、排出取引制度は京都メカニズムとして組み入れられた。これは排出枠の対象を温室効果ガスに変え、対象を国単位に変えたものである。

### 京都メカニズムにおける排出取引
京都議定書第17条やマラケシュ合意では、附属書I締約国（京都議定書#署名・締約国数の署名及び締結を行った国のうち、*が付いている国）同士の間で、炭素クレジット (Carbon Credit) を取引することを認めている。
炭素クレジットは4種類あり、各国が持つ排出枠に対する削減量である初期割当量 (Assigned Amount Unit, AAU)、各国が吸収源活動で得た吸収量 (Removal Unit, RMU)、クリーン開発メカニズム事業で得られた認証排出削減量 (Certified Emission Reductions, CER)、共同実施事業によって得られた排出削減ユニット (Emission Reduction Units, ERU) に分けられる。
カーボンオフセットなどに使われている、認証排出削減量 (Certified Emission Reductions, CER) は、京都議定書で規定された、途上国への地球温暖化対策のための技術・資金援助スキームであるクリーン開発メカニズム (CDM) のルールに則って温室効果ガスを削減し、その排出削減量に基づき発行される国連認証のクレジットのこと。認証は第三者の認証機関が行うことになる。
附属書I締約国やその国内企業などは排出枠の配分を受ける。炭素クレジットを加味した最終的な排出量が配分された排出枠を下回っている（あるいは下回る見込みの）国や企業と、炭素クレジットを加味した最終的な排出量が配分された排出枠を上回っている（あるいは上回る見込みの）国や企業との間で、排出枠を売買することができる。

### 国内排出取引への応用
この考え方は国内（域内）排出取引としても活用されている。EU 域内ではデンマークやイギリス、ドイツなどが国内排出取引制度を設けているが、2005年 1月に EU 域内で共通の取引市場として機能する EU ETS（The EU Emissions Trading Scheme）が創設された。
また、連邦政府が京都議定書から離脱した米国においても、州単位で京都議定書を批准するなど、気候変動対策に向き合う州も少なくないが、その一環として排出取引を導入する動きが見られ、北東部11州（コネティカット、メイン、マサチューセッツ、ニューハンプシャー、ロードアイランド、バーモント、デラウエア、ニュージャージー、ペンシルベニア、メリーランドおよびニューヨーク州）や西部 5州（カリフェルニア、オレゴン、ワシントン、アリゾナ、ニューメキシコ）などでは実際に検討ないし決定されている。
これに加え、州毎の対応が先行することに危機感を募らせた産業界からも独自の取り組みに乗り出すようになり、2007年に企業団体 (USCAP, United States Climate Action Partnership) を設立し、連邦全体に適用される排出取引制度の制定に主導権を取れるよう働きかけを行っている（ 第3部「世界の動き」）。

## 目的と効果
排出取引制度が導入された背景には、温室効果ガスの排出量を一定量削減するための費用が、国や産業種別によって違いがあることが挙げられる。例えば、未発達の技術を用いて経済活動をしている開発途上国では、すでに先進国で使われている技術を導入すれば温室効果ガスを削減できるので比較的小さい費用で済む。一方で、これまでに環境負荷を低減するために努力してきた先進国では、さらに温室効果ガスを削減するためには新しい技術やシステムを実用化する必要があり、多大な投資や労力が必要となる。
排出取引の制度を導入すると、削減しやすい国や企業は炭素クレジットを売ることで利益を得られるので、削減に対するインセンティブが生まれ、より努力して削減しようとする。このように市場原理を生かして環境負荷を低減する手法を経済的手法という。これによって、社会全体としての削減費用が最も少ない形で温室効果ガスを削減することができると期待されている。

### 課題と問題点
ただしその一方で、先進国がより少ない投資や労力で済む排出取引を積極的に利用してしまうと、温室効果ガスを削減するための新たな技術やシステムの開発の必要性が薄れ、技術やシステムが広く普及してしまえば削減が難しくなり、結果的に温室効果ガスの削減が停滞することも考えられる。
また、もともと排出枠に余裕がある国・企業や、経済が後退している国・企業の余剰排出枠（＝持て余している排出枠、ホットエア）を買い取って現在以上に排出することにより、本来減少するはずの地球全体の排出量が逆に増える可能性もある。そのため、単なる数字合わせのためだけの排出取引に頼ることは問題であり、削減努力を阻害しないように、それぞれの国や企業に対して排出取引量の上限値が定められることとなっている。
排出取引の有効性を左右する最も重要な要素は排出枠の設定である。排出枠を緩く設定した場合、その国は少ない労力と費用で排出量を排出枠以下に減らした上に、削減した排出量を他国に売却することによりさらに利益を得ることになる。また、排出枠の買い手より売り手の方が多くなると市場原理に従って排出量の市場価格が下がるため、削減努力をしない方が得になってしまうことにもなる。一方で排出枠を厳しく設定した場合、多くの労力と費用で排出量を減らさなければいけない上に、排出量が排出枠を上回った場合にはさらに排出量を購入する費用がかかってしまう。これは国内排出取引制度における企業や団体も同じである。
このように、排出枠の設定の度合い次第で労力や費用に大きな差があるため、国家間、団体・企業間で排出枠設定の厳しさに差があればあるほど不公平が増す。排出枠を緩く設定させるために政治的・経済的な圧力がかかる可能性や、排出枠を少しでも緩く設定しようとする国家（企業・団体）によって排出枠の設定やそれに関連した議論が停滞する恐れもあり、公平な排出枠の設定が求められている。一見前年度の排出量を基準に排出量を設定すれば良さそうであるが、それをすると、これまで排出量削減に取り組んできた努力してきた企業が、損をする恐れがある。一方で、将来の経済成長の不確実性をなくすことはできないことなどから、ある程度の不公平は免れないという指摘もなされている。

### グリーン投資スキーム
グリーン投資スキーム(Green Investment Scheme, GIS)とは、排出取引によって排出量を売却した国が得る売却益の使途を環境問題対策（グリーン投資）に限定するという仕組みのことである。
この場合のグリーン投資は、温室効果ガス排出量の削減を目的とした事業への投資が中心となる。ただ、後述のように詳細な規定は各国に委ねられているため、排出枠を購入した国の企業が関わって利権を生む投資となる恐れがあり、「ひも付き」の投資だという批判がある。
排出量の削減に多くの費用や労力が掛かった国は、GISによって今後の排出量削減にかかる負担を低減することができる。一方、排出量の削減に費用や労力が余り掛からなかった国は、GISで売却益の使途を限定することで、容易な排出削減と排出取引により楽に利益が得られる状況が改善されるとともに、更なる排出量の削減を促進する。
京都議定書に規定されていない仕組みであり、その詳細な規定は、各国の判断に委ねられている。

## 排出取引の方式

### キャップアンドトレード
この方式は、まず具体的な削減目標を決め、その達成のために排出量に上限（キャップ）を定める。この上限をもとに各企業などに排出枠を配分し、実際の排出量との差分を取引（トレード）するものである。
上限（キャップ）を定める方式には複数ある。
- 国や行政単位ごとに排出量の総量を定め、次に産業別、企業別と次第に細かく定めていく方式。
- それぞれの企業・産業ごとに理想的な排出量を定め、次に国・行政単位の排出量の総量を定める方式。（セクター別アプローチ）

排出枠の配分には大きく分けて3つの方式がある。
- グランドファザリング - 削減を行わない場合の排出量あるいは過去の排出量を基準とし、無償で配分する方式。
- オークション - オークションによって有償で配分する方式。
- ベンチマーク - 理想的な標準の排出量を定め、それをもとに無償で配分する方式。

### ベースラインアンドクレジット
この方式は、温室効果ガスの削減事業を何も行わない場合、あるいは事業前の段階の排出量（ベースライン）を基準とし、それを削減した分だけクレジットを発行し、これを温室効果ガス削減の対価とするものである。
この方式では、排出枠を超えて温室効果ガスを排出してしまいクレジットを購入しなければならないような企業が発生しない。そのため、政府などが一律にクレジットの対価を支払う必要がある。

## 排出取引の流れ

### 国際
炭素クレジットの発行までの流れについては、クリーン開発メカニズム、共同実施、吸収源活動、排出枠の各項目を参照。
各国が活動や事業によって得た炭素クレジットは、国別登録簿（日本の地球温暖化対策推進法では「割当量口座簿」と呼ばれている）と呼ばれる電子システムにより管理されている。国際的な排出取引はすべて、各国の国別登録簿とそれらを統括する国際取引ログ (International Transaction Log, ITL) を通して行われる。国別登録簿は、炭素クレジットの発行・管理・取引・換金などの業務を担い、国際取引ログはその監視・チェック機能の役割を担っている。
京都議定書が定めた排出取引は、第1約束期間である2008年1月1日（日本は2008年4月1日）から正式に開始された。これは取り決め上の期間であり、実際にはこの数年前から排出取引の国際協定が結ばれていた。
排出取引に関する細かい規定が定まり、京都議定書の発効が近づいてきたことなどを受けて、2002年4月に世界で初めての国内排出取引市場がイギリスに誕生した。これに続けて各附属書I締約国で国内の排出取引市場の設置が始まった。各国の主な国内排出取引制度・市場は以下のとおり。
イギリス
英国排出取引制度 (United Kingdom Emissions Trading Scheme, UK ETS)
アメリカ合衆国・カナダ
企業・業界・自治体などが協力して自主的に創設した Regional Greenhouse Gas Initiative (RGGI)、Midwestern Greenhouse Gas Reduction Accord (MGA)、Western Climate Initiative (WCI)、The Climate Registry などがある。
シンガポール
アジア初の排出取引企業としてAsia Carbon Exchange Pte. Ltd.、ACX社が設立された。
ウェブサイト上でクリーン開発メカニズム由来の排出権のオンラインオークション取引を専門に行う世界唯一の企業である。
オーストラリア
独自の制度 (New South Wales Greenhouse Gas Reduction Scheme, NSW-GGAS) を導入、Australian Carbon Trading Scheme の計画がある。
欧州連合 (EU) では、2005年1月から欧州連合域内排出取引制度 (EU ETS) を開始した。欧州連合は、京都議定書に規定されている共同達成を適用しており、京都議定書の排出枠とは別に域内各国で排出枠を再配分し、欧州連合排出枠 (European Union Allowance, EUA) というクレジットの取引単位を定めて、独自の排出取引市場を創設している。
特にEU ETSは早期に制度の整備が進んだため、最も排出取引が容易な枠組みの1つとされている。
中華人民共和国は、2017年12月に世界最大の排出取引市場である全国炭素排出取引市場を創設したと発表した。EUが総排出量の緩い設定で失敗したことを反省して中国は厳格に管理するとされる。

### 国内
国内での排出取引については、京都議定書などには規定が無い。ただ、国内で各企業や団体に排出枠を定めている、または定める予定のところなどでは、排出取引の必要性が増してきている。
経済産業省、環境省、農林水産省が運用する自主参加型国内排出取引制度（J-クレジット制度）が試用中で、本格的な国内市場の創設が検討されている。
国内での排出取引は、国際的なものに比べて手続きが簡素化されているものが多い。

## 排出量市場

### 価格と市場規模
排出量の売買に際しては、その価格が取引量を左右し、温室効果ガスの削減量を左右することになる。
排出量（炭素クレジット）の価格は、シカゴ気候取引所 (Chicago Climate Exchange, CCX)、欧州気候取引所 (European Climate Exchange, ECX) のほか、Nord PoolやPowernextなどの市場価格に左右される。
世界全体での排出取引の市場規模は、2007年時点で約400億ユーロ（約6兆円）前後であるが、急激な拡大を見せており、今後も拡大は続くと予想されている。取引総量は2007年時点で27億トンで、これも急激に増加している。

### 商品化
国内排出取引や域内排出取引において、企業や団体などが保有する排出量をさまざまな形で取引しようという動きがある。
大量の認証排出削減量を持つ企業が認証排出削減量を信託銀行に信託することや、認証排出削減量の購入を希望する企業が信託銀行に金銭を信託（特定金銭信託）することで、小口の取引を活発化させようとするものがある。
銀行や証券会社が、金融商品として排出量を株式や債権と同じように取引する試みもある。また、取引によって生じた利益の一定分を環境対策に用いたり、環境保護団体に寄付したりといった、グリーン投資スキームに類似した仕組みも一部で用いられている。
取引に伴う排出量価格の上昇は、排出量売却による利益の増大を意味するため、排出削減を促進する働きがある。ただし、過度な上昇は排出削減の難しい企業にとっては負担が増えることになる。また、排出量が投資対象となることによる、さまざまな弊害も指摘されている。